# Рудольф Берлін
Рудольф Август Йоганн Людвіг Вільгельм Берлін (нім. Rudolf August Johann Ludwig Wilhelm Berlin; 2 травня 1833, Фрідланд — 12 вересня 1897, Лінталь, Швейцарія) — німецький медик, офтальмолог.  

## Біографія
Рудольф Берлін — син лікаря Августа Берліна (1803—1880) і його дружини Амалії, уроджена Рунге (1808—1884). Дід Рудольфа Георг Людвіг Берлін (1772—1823) обирався бургомістром Фрідланда. 
Рудольф Берлін закінчив гімназію в рідному місті. Вивчав медицину в Геттінгенському, Вюрцбурзькому і Ерлангенському університетах. Спеціалізувався в офтальмології у Альбрехта фон Грефе в берлінській клініці «Шаріте». Після закінчення навчання працював асистентом в Олександра Пагенштехера у Вісбадені і в хірургічній клініці в Тюбінгені. У 1861 році заснував очну клініку в Штутгарті.
У 1870 році отримав право викладати фізіологічну оптику в Вищій технічній школі Штутгарта. У 1875 році був призначений професором порівняльної офтальмології в Штутгартській ветеринарній школі. У 1884 році Берлін був обраний членом Леопольдина. У 1887 році Рудольф Берлін ввів поняття дислексії. 
Берлін займався науковою діяльністю в царині екстирпації слізного мішка, впливу конвексного скла на ексцентричний зір, перетину зорового нерва, відшарування сітківки у коней, патології та анатомії слізних залоз, рефракції очей у тварин. Для підручника офтальмології, випущеного Альбрехтом фон Грефе і Теодором Фрідріхом Земіш, Берлін написав розділ про хвороби очниці. 
У 1895 році Рудольф Берлін був призначений деканом медичного факультету Ростоцького університету. У 1897 році був обраний ректором університету. Уже через кілька місяців Берлін помер під час перебування на курорті у Швейцарії. Похований на Старому кладовищі в Ростоку. 

## Праці
- Eine besondere Art der Wortblindheit (Dyslexie). Wiesbaden 1887. ()